# Sasha Fábrega
Sasha Jeaneth Fábrega Bosquez (Santiago de Veraguas, 23 oktober 1990) is een Panamees voetbalspeelster die als doelverdediger actief is bij Tauro FC en de nationale ploeg van Panama.

## Internationale carrière
Fábrega debuteerde op 31 januari 2020 bij de nationale ploeg op het CONCACAF Olympisch kwalificatietoernooi vrouwenvoetbal 2020 toen ze in de 33e minuut moest invallen voor de geblesseerde Yenith Bailey in de wedstrijd tegen de Verenigde Staten. Ze nam ook met het nationale team deel aan het CONCACAF-kwalificatietoernooi 2022.
Fábrega maakte deel uit van de selectie van 23 speelsters die door Nacha Quintana op 26 januari 2023 bekendgemaakt werd voor de intercontinentale play-offs in februari in Nieuw-Zeeland en zich kwalificeerden voor het Wereldkampioenschap voetbal vrouwen 2023.
1: Fábrega ·
2: Jaén ·
3: Reyes ·
4: Castillo ·
5: Pinzón ·
6: Salazar ·
7: Rangel ·
8: Batista ·
9: Riley ·
10: Cox ·
11: Camarena · 12: Bailey · 13: Natis · 14: De León · 15: Guevara · 16: Espinosa · 17: Villagrand · 18: Hernández · 19: Cedeño · 20: González · 21: De Obaldía · 22: Ducreux · 23: Vargas · Coach: Quintana
1: Fábrega ·
2: Jaén ·
3: Natis ·
4: Castillo ·
5: Pinzón ·
6: Salazar ·
7: E.Cedeño ·
8: González ·
9: Riley ·
10: Cox ·
11: Mills · 12: Bailey · 13: Tanner · 14: Montenegro · 15: Vargas · 16: Espinosa · 17: Batista · 18: Hernández · 19: L.Cedeño · 20: Quintero · 21: De Obaldía · 22: Córdoba · 23: Baltrip-Reyes · Coach: Quintana